# Saladillo (Buenos Aires)
Saladillo is een plaats in het Argentijnse bestuurlijke gebied Saladillo in de provincie Buenos Aires. De plaats telt 23.313 inwoners.

## Geboren in Saladillo
- Julio Olarticoechea (1958), voetballer

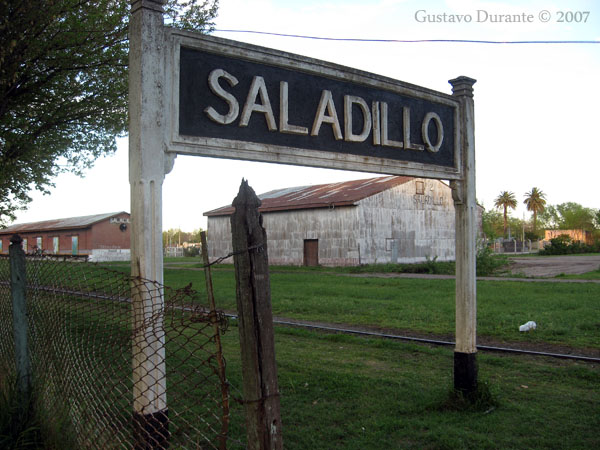